# Relaciones Imperio romano-China

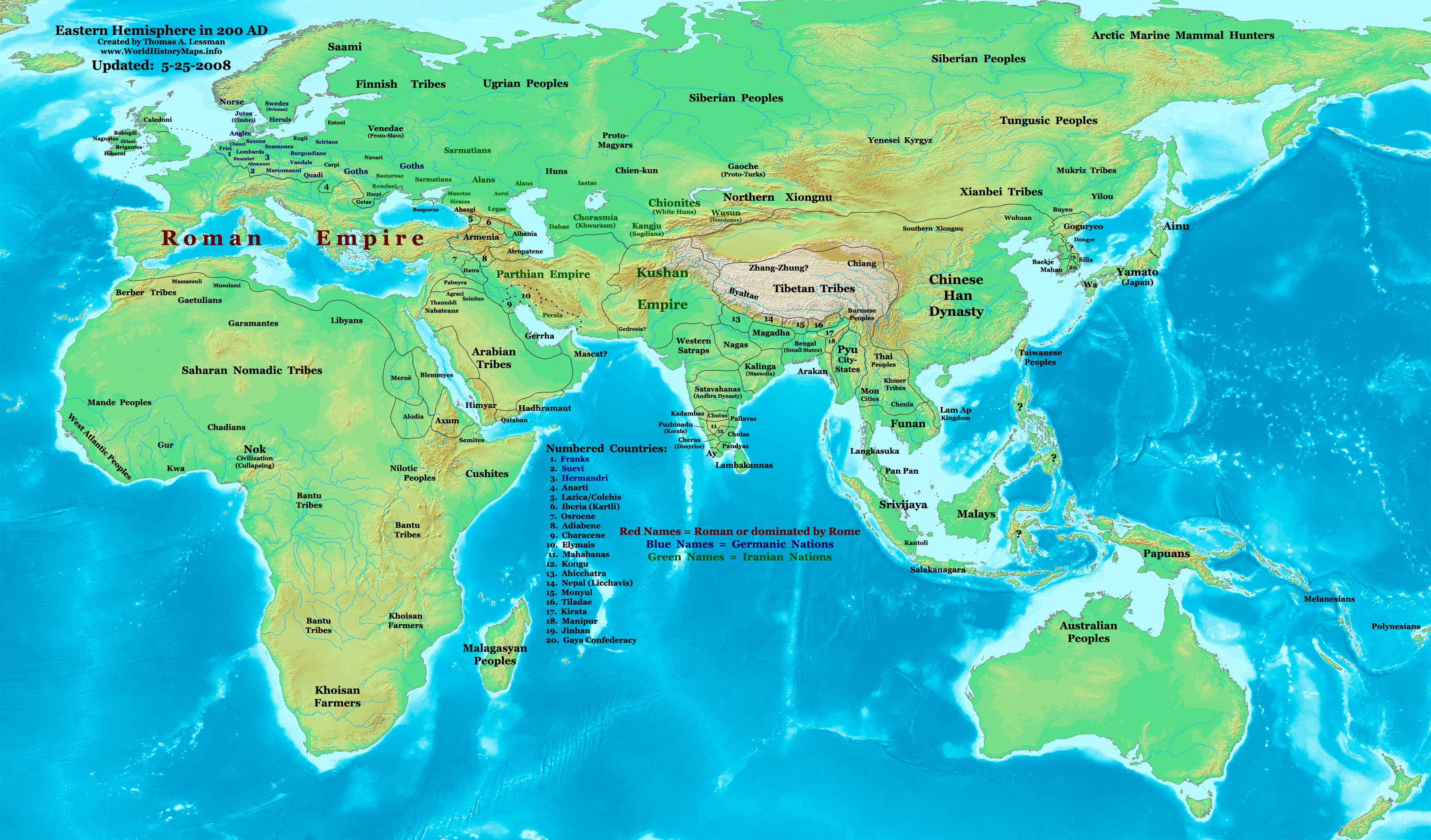
El hemisferio oriental hacia el siglo II d. C. El Imperio romano y la China Han ocuparon los extremos opuestos de Eurasia.

Las relaciones entre el Imperio romano y China fueron indirectas a lo largo de la existencia de ambos imperios. El Imperio romano y el Imperio chino de la dinastía Han se acercaron progresivamente en el curso de la expansión romana hacia el Antiguo Oriente Próximo y las simultáneas incursiones militares chinas en Asia Central; sin embargo, poderosos imperios intermedios, tales como los partos y los kusháns, mantuvieron a las dos potencias euroasiáticas permanentemente separadas. Por ello, la conciencia del otro siguió siendo escasa y el conocimiento mutuo, difuso.
Solo se conocen unos pocos intentos de contacto directo a través de las fuentes: en el año 97, el general chino Ban Chao intentó infructuosamente mandar un enviado a Roma. Varias supuestas embajadas romanas a China fueron registradas por antiguos historiadores chinos. La primera de ellas, supuestamente del emperador romano Antonino Pío o del posterior Marco Aurelio, llegó en 166.
El intercambio indirecto de los bienes de la tierra (la denominada ruta de la seda) y las rutas marítimas, incluyeron seda china, vidrio romano y ropa de alta calidad.
En las fuentes clásicas, el problema de la identificación de referencias a la Antigua China se ve agravado por la interpretación del término en latín "Seres", cuyo significado fluctúa y puede referirse a varios pueblos asiáticos en un amplio arco de la India en Asia Central a China. En las fuentes chinas, el Imperio romano fue conocido como "Da Qin", Gran Qin; al parecer, se pensaba que era una suerte de contra-China en el otro extremo del mundo. Según Pulleybank, el "punto que debe ser destacado es que la concepción china de Da Qin estaba confundida desde el inicio con nociones mitológicas antiguas sobre el Lejano Occidente."

## Relaciones comerciales indirectas

### Seda asiática en el Imperio romano

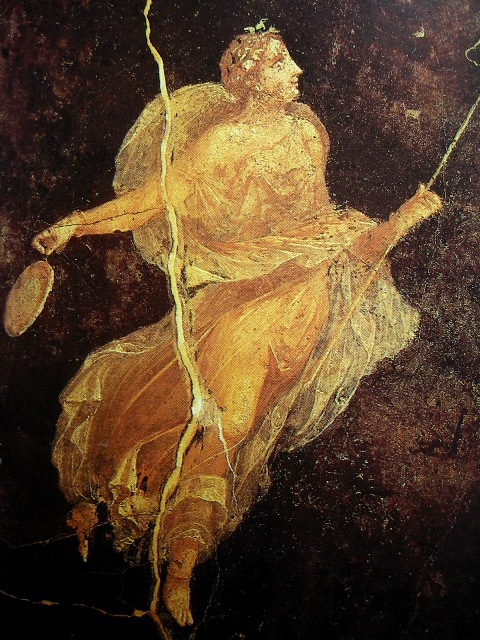
Ménades en un vestido de seda, Museo Arqueológico Nacional de Nápoles.

El comercio con el Imperio romano, confirmado por la moda romana que utilizaba seda, empezó desde el siglo I a. C. Si bien los romanos conocían la seda salvaje, cultivada en Cos, en un principio no hicieron la conexión con la seda que también se producía más al oeste en el reino Sarikol de la cordillera del Pamir. No existieron contactos comerciales directos entre los romanos y los chinos Han, debido a que los rivales partos y kusháns cuidaban celosamente su lucrativo rol como intermediarios comerciales.
Gran parte de lo que se conoce del lado romano sobre el comercio de seda y la seda en general proviene del relato de Plinio el Viejo en su Naturalis Historia:

Los Seres son famosos por la sustancia de lana obtenida de sus bosques; después de ponerla en remojo y peinar lo blanco de sus hojas... Así de diversa es la labor empleada y tan distante es la región del globo por aprovechar, para permitir a las doncellas romanas hacer alarde de su vestimenta transparente en público.
Plinio el Viejo, Naturalis Historia, VI, 54

Plinio el Viejo escribió sobre el gran valor del comercio entre Roma y los países orientales:

Para el cálculo más bajo, India, Seres y la península arábiga toman de nuestro Imperio 100 millones de sestercios cada año: es decir, eso es cuánto nos cuestan nuestros lujos y mujeres.
Plinio el Viejo, Naturalis Historia, 12.84

Pero, más tarde, en la misma obra, escribió:

La larva [de la 'bombyx'] entonces se convierte en oruga, después de lo cual asume el estado en el cual es conocido como 'bombylis' y, luego, 'necydalus'; después de ello, en seis meses, se convierte en un gusano de seda. Estos insectos tejen redes similares a las de la araña, el material de las cuales es usado para producir las prendas más costosas y lujosas de las mujeres, conocidas como 'bombycina'. Panfila, una mujer de Cos, hija de Platea, fue la primera persona que descubrió el arte de desentrañar estas redes y tejer un tela a partir de allí; de hecho, ella no debe ser privada de la gloria de haber descubierto el arte de hacer vestidos que revelan los encantos de una mujer al mismo tiempo que la cubren.
Plinio el Viejo, Naturalis Historia, XI, 26

El Senado romano emitió, en vano, varios edictos para prohibir el uso de seda, por motivos económicos y morales: la importación de seda ocasionaba una enorme salida de oro y las vestimentas de seda eran consideradas decadentes e inmorales:

Puedo ver los vestidos de seda, si los materiales no ocultan el cuerpo ni siquiera la propia decencia, no se pueden llamar ropa ... Desdichadas bandadas de criadas trabajan para que las adúlteras puedan ser visibles a través de sus delgados vestidos, para que su marido no tenga mayor conocimiento que cualquier extranjero o forastero sobre el cuerpo de su mujer.
Séneca (c. 3 a. C.–65), Diálogos, vol. I

El historiador romano Lucio Anneo Floro también describió la visita de numerosos enviados, incluyendo de Seres, al primer emperador romano César Augusto, que reinó entre el 27 a. C. y el 14:

Ahora que todas las razas del oeste y del sur están subyugadas y también las razas del norte, [...] los escitas y sármatas envían embajadores buscando amistad; los seres también y los indios, que viven inmediatamente debajo del sol, trajeron elefantes entre sus regalos, así como piedras preciosas y perlas, considerado su largo viaje para cuyo cumplimiento habían tomado cuatro años, como el mayor tributo que prestaban y, de hecho, su tez prueba que provienen de debajo de otro cielo.
Lucio Anneo Floro, Epitomae, II, 34

Las comandancias de Jiaozhi y Rinan en lo que ahora es el norte de Vietnam se convirtieron en el principal punto de entrada a China por parte de países occidentales, tan lejanos como el Imperio romano, como quedó registrado en el Libro de Han Posterior: 

En el noveno año Yanxi (166), durante el reinado del emperador Huan, el rey de Da Qin (el Imperio romano), Andun (Marco Aurelio, r. 161-180), mandó enviados de más allá de las fronteras de Rinan... Durante el reinado del emperador He (89-105), llegaron varios enviados trayendo tributo y ofrendas. Más tarde, las Regiones Occidentales se rebelaron y estas relaciones fueron interrumpidas. Entonces, durante el segundo y cuarto año Yanxi del reinado del emperador Huan (159 y 1619) y, frecuentemente desde entonces, (estos) extranjeros han llegado (por mar) a las fronteras de Rinan (comandancia al sur de Jiaozhi) para presentar ofrendas.
Hill (2009), pp. 27, 31.

El Libro de Liang sostiene que

Los mercaderes de este país [i.e. Da Qin o el Imperio romano] visitaban frecuentemente Funan (en el delta del río Mekong), Rinan y Jiaozhi (en el delta del río Rojo, cerca de la actual Hanói); pero pocos de los habitantes de estos Estados fronterizos sureños han ido a Da Qin. Durante el siglo V del período Huangwu del reinado de Sun Quan (226), un mercader de Da Quin, cuyo nombre era Qin Lun llegó a Jiaozhi; el prefecto [taishou] de Jiaozhi, Wu Miao, lo envió a Sun Quan (el emperador de Wu), quien le pidió un informe sobre su país nativo y su pueblo.
Hill (2009), p. 292.

En el antiguo sitio costero de Óc Eo en el delta del río Mekong, fueron descubiertas monedas romanas entre los vestigios de comercio de larga distancia encontrados por el arqueólogo francés Louis Malleret en los años 1940. Óc Eo podría haber sido el puerto conocido por el geógrafo Claudio Ptolomeo y los romanos como Kattigara. La conexión comercial se extendía a través de las costas de India y Sri Lanka, por todo el camino de puertos controlados por Roma en Egipto y los territorios nabateos en la costa nororiental del mar Rojo.

### Exportaciones romanas a China
Vidrio de alta calidad de las fábricas romanas en Alejandría y Siria fue exportado a muchas partes de Asia, incluyendo a la China Han. Otros artículos suntuarios romanos que fueron muy apreciados por los chinos fueron las alfombras bordadas en oro, las telas coloreadas de oro, productos textiles de amianto y biso, un tejido hecho a partir de los pelos similares a la seda de ciertas conchas mediterráneas.

## Embajadas y viajes

### Gan Ying

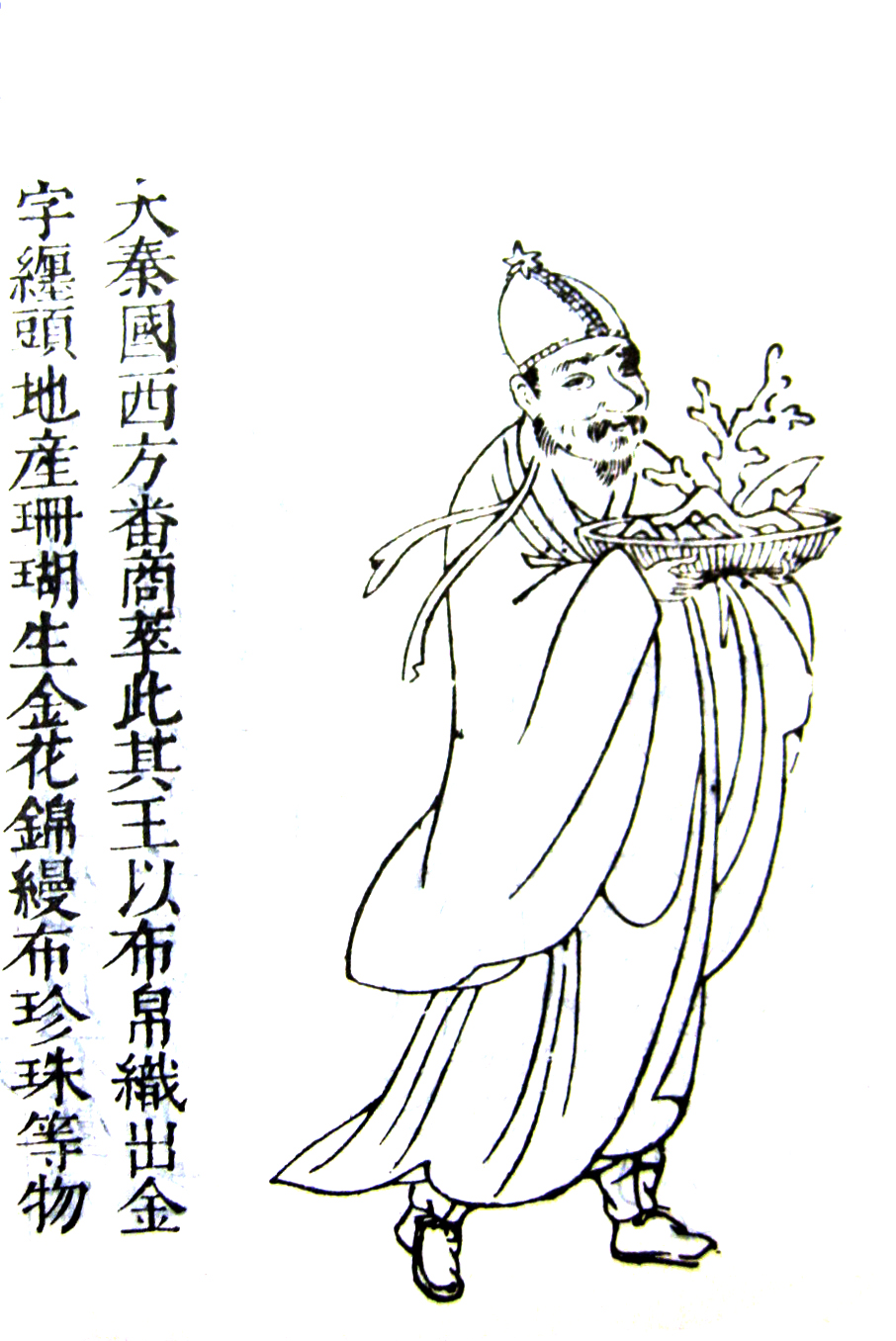
Grabado chino del pueblo Da Qin, de la enciclopedia de la dinastía Ming, Sancai Tuhui.

En 97, un enviado chino llamado Gan Ying, bajo las órdenes del general Ban Chao, se abrió paso desde la cuenca del Tarim a Partia y alcanzó el golfo Pérsico. Gan Ying dejó una detallada descripción de los países occidentales, aunque al parecer solo llegó hasta Mesopotamia, entonces bajo control del Imperio parto. Si bien tenía la intención de navegar hacia el Imperio romano, fue desalentado cuando le dijeron que el peligroso viaje podía tomar hasta dos años. Disuadido, regresó a China llevando consigo nueva información sobre los países al oeste de los territorios controlados por China.
Gan Ying dejó un relato sobre el Imperio romano (Da Qin para los chinos), para el cual utilizó como fuente, probablemente, a los marineros en los puertos que visitó. Al parecer, fue este informe de Gan Ying el que sirvió de base para la descripción de Da Qin en el Hou Hanshu, que lo ubica en Haixi (literalmente, "al oeste del mar", Egipto, que estaba entonces bajo control romano, El mar es el conocido por griegos y romanos como el mar de Eritrea que incluye el golfo Pérsico junto con el mar Arábigo y el mar Rojo):

Su territorio se extiende por varios miles de li [un li durante el período Han equivalía a 41518 metros]. Se han establecido relevos postales a intervalos, que están todos enyesados y enjalbegados. Hay pinos y cipreses, así como árboles y plantas de todo tipo. Tienen más de cuatrocientas ciudades amuralladas. Existen varias decenas de pequeños reinos dependientes. Las murallas de las ciudades están hechas de piedra.

También describe una fantasiosa monarquía adoptiva del emperador: 

En cuanto al rey, no es una figura permanente, pero es escogido como el hombre más digno ... La población en este país es alta y de figura regular. Se parecen a los chinos y es por eso que el país es llamado Da Qin (los "Grandes" Qin) ... El suelo produce mucho oro, plata y joyas raras, incluyendo la joya que brilla en la noche ... bordan los tejidos con hilos de oro para formar tapices y damascos de muchos colores y fabrican una tela pintada de oro y una "tela lavada en el fuego" (amianto).
Hou Hanshu, citado en: Leslie y Gardiner 1996.

Por último, Gan Ying describe correctamente a Roma como la principal potencia económica en el extremo occidental de Eurasia:

Es desde este país de donde proceden todos los variados objetos maravillosos y raros de Estados extranjeros.
Hou Hanshu, citado en Leslie y Gardiner 1996.

Algunos autores incluso llegan a afirmar que el propio Ban Chao avanzó hasta el mar Caspio; sin embargo, esta hipótesis ha sido criticada como una mala interpretación.

### Viajes orientales de Maes Titianus

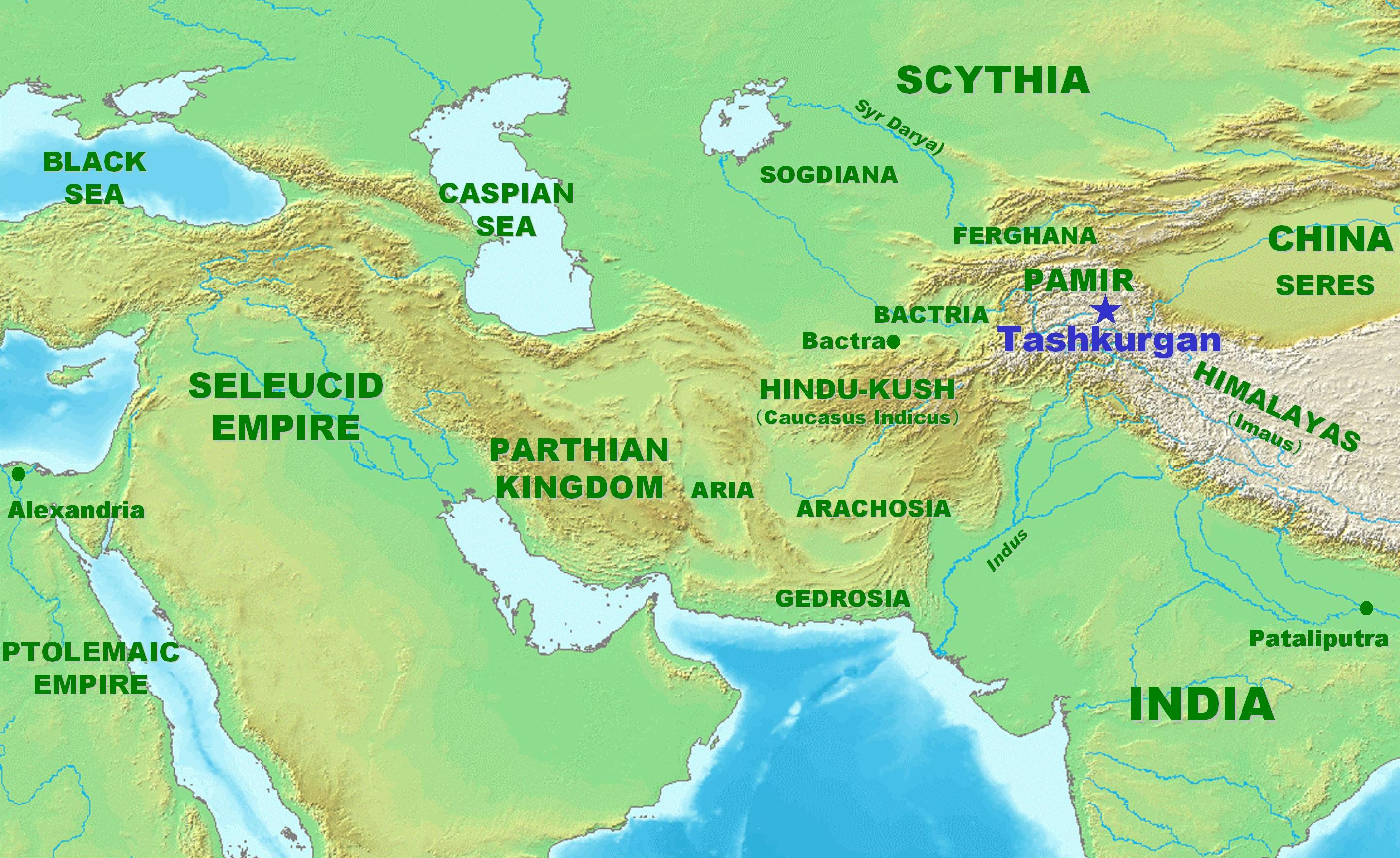
Maes Titianus fue tan lejos como a Tashkurgán, conocida como la "Torre de piedra" en la Antigüedad, la puerta de entrada a China (en azul).

Maës Titianus, un viajero del período helenístico, penetró más lejos hacia el este a lo largo de la Ruta de la seda. Al inicio del siglo II a. C. o a fines del siglo I a. C., durante una pausa en las luchas intermitentes entre Roma y Partia, su grupo llegó a la famosa Torre de Piedra que, según una teoría, era Tashkurgán, en la cordillera del Pamir.

### Primera embajada romana

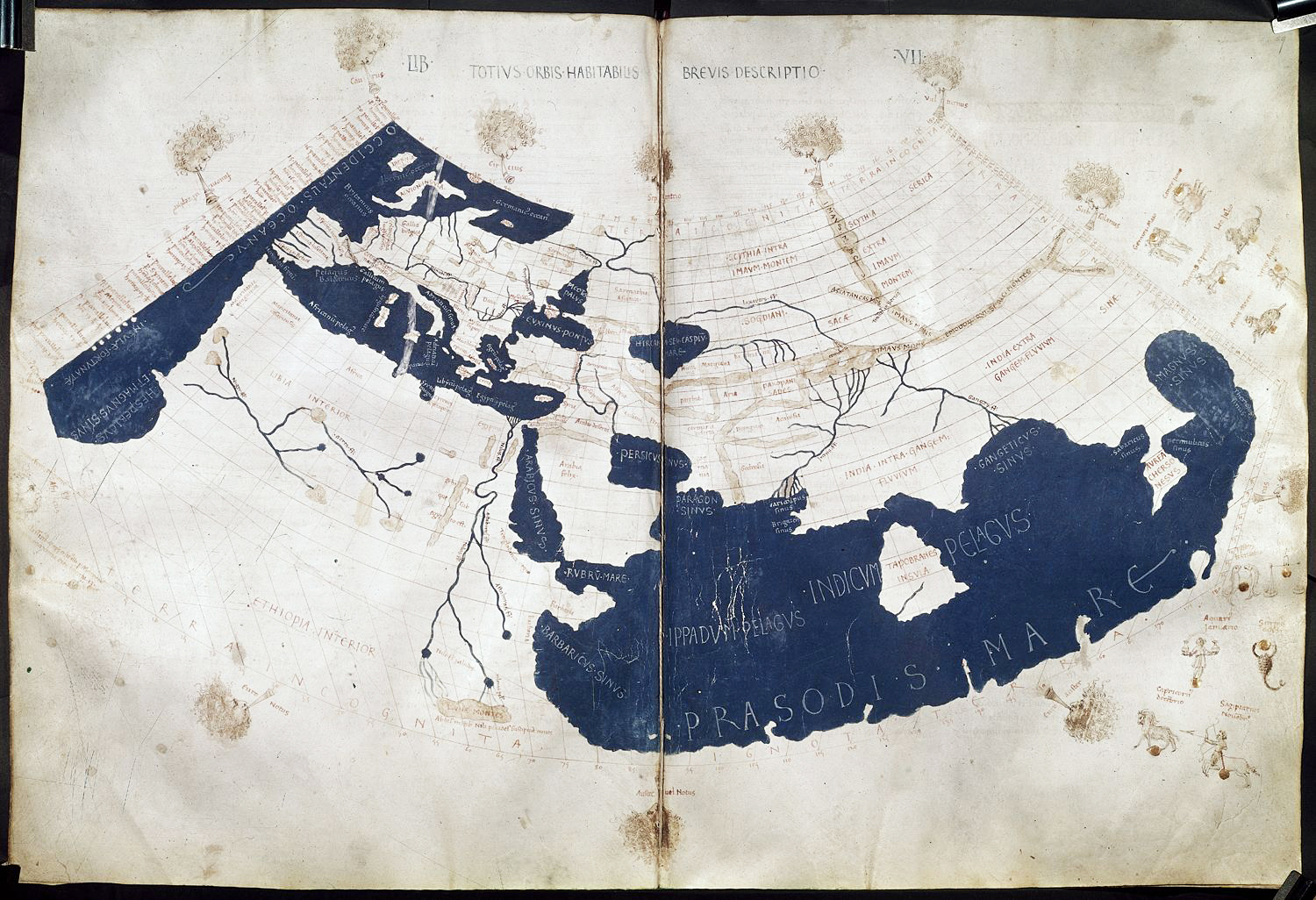
Mapamundi de Claudio Ptolomeo, reconstituido de Geographia (circa 150), donde ubica a "Sinae" (China) en el extremo derecho, más allá de la isla de "Taprobane" (Sri Lanka, de tamaño desproporcionado) y de la "Aurea Chersonesus" (península del Sudeste Asiático).

Los vínculos de comercio directo entre el Mediterráneo y la India se establecieron en el siglo I a. C., después de que los navegantes griegos aprendieran a usar el patrón regular de los vientos monzónicos para sus viajes comerciales en el océano Índico. El animado comercio marítimo de épocas romanas es confirmado por la excavación de grandes depósitos de monedas romanas a lo largo de buena parte de la costa de la India. Han sido identificados muchos puertos comerciales en India y Sri Lanka que mantenían vínculos con comunidades romanas, a lo largo de la ruta usada por la misión romana.
El primer grupo de personas que declaró estar en una misión de embajadores romanos a China fue registrada en 166, sesenta años después de las expediciones al oeste del general chino Ban Chao. La embajada estaba dirigida al emperador Huan de la China Han de parte de Andun (en chino: 安敦; emperador Antonino Pío), rey de Da Qin (Roma)". Debido a que Antonino Pío falleció en 161, dejó el Imperio a su hijo adoptivo Marco Aurelio Antonino y dado que el convoy llegó en 166, queda la confusión sobre quién envió la misión, pues ambos emperadores llevaron el nombre 'Antonino'. La misión romana provino del sur (por tanto, fue probablemente por mar), entró a China por la frontera de Jinan o Tonkín. Trajo como presentes cuernos de rinocerontes, marfil y caparazones de tortugas, probablemente adquiridos en Asia del Sur. Al mismo tiempo y posiblemente durante esta embajada, los chinos adquirieron un tratado romano de astronomía.
Si bien la existencia de China era bien conocida por los cartógrafos romanos de la época, su ubicación geográfica fue presentada en la Geographia de Claudio Ptolomeo de c. 150 más bien vagamente: en el mapa, China está localizada más allá de la Aurea Chersonesus ("Península dorada"), que se refiere a la península del Sudeste asiático. Se muestra al interior del Magnus Sinus ("Gran Golfo") que presumiblemente corresponde a las áreas conocidas del mar de China de la época (presumiblemente, el mar de la China Meridional); aunque Claudio Ptolomeo la representa tendiendo hacia el sureste más que hacia el noreste.

### Otras embajadas romanas

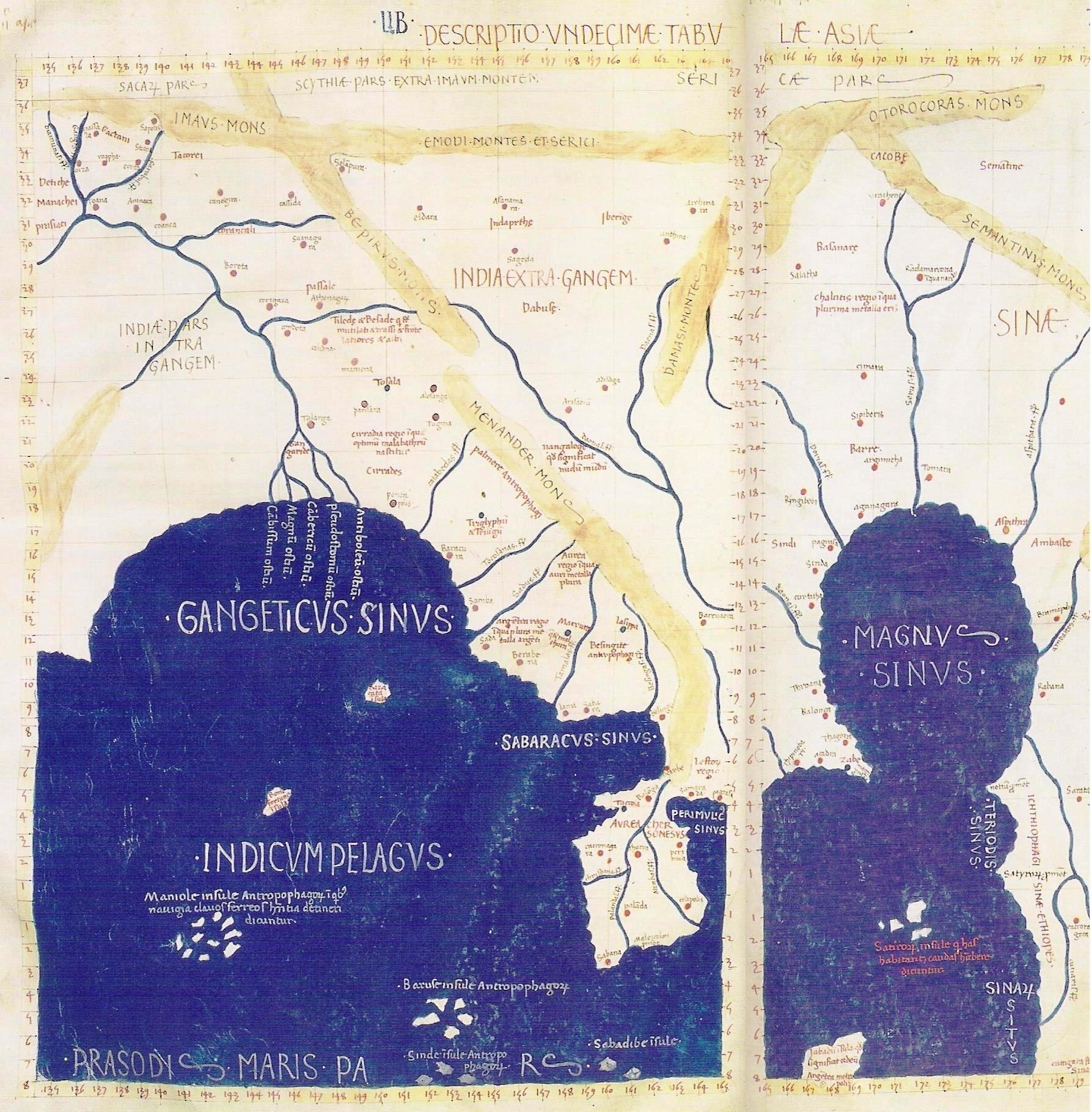
Detalle de Asia en el mapamundi de Claudio Ptolomeo. A la izquierda, el golfo del Ganges; la península del Sureste asiático al centro; el mar de China (presumiblemente, el mar de la China Meridional, o tal vez el conjunto de los dos mares de China, el meridional y el oriental), a la derecha, con "Sinae" (China).

Otras embajadas habrían sido enviadas después del primer encuentro, pero no quedó registro de ellas hasta que apareció una descripción de unos presentes enviados a inicios del siglo III por el emperador romano a Cao Rui del reino de Wei (r. 227–239), al norte de China. Los presentes consistían en artículos de vidrio en una variedad de colores. Si bien varios emperadores romanos gobernaron durante este tiempo, la embajada, de ser genuina, habría sido enviada por Alejandro Severo, dado que sus sucesores reinaron brevemente y estuvieron ocupados con las guerras civiles.
Se registró otra embajada de Da Qin en el año 284, que llevó también presentes al Imperio chino. Esta embajada fue presuntamente enviada por el emperador Caro (282–283), en cuyo corto reinado debió concentrarse en la guerra con Persia.
Los anales chinos registran otros contactos con comerciantes de 'Fu-lin', el nuevo nombre usado para designar al Imperio bizantino, la continuación del Imperio romano en el Este, que tuvo lugar en 643 durante el reinado de Constante II (641-688). Se tiene información de otros contactos que tuvieron lugar en 667, 701 y quizás en 719, algunas veces por medio de intermediarios en Asia Central. Los chinos también tomaron registro de otros contactos en el siglo XII.

## Contacto militar hipotético

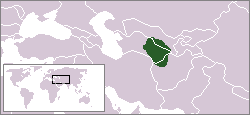
Los prisioneros romanos de la batalla de Carras fueron llevados a Margiana por el rey Orodes II de Partia. Su destino posterior es desconocido.

El historiador Homer H. Dubs ha especulado que los prisioneros de guerra romanos que fueron trasladados de la frontera oriental parta podrían haberse enfrentado más tarde con las tropas Han en esa región.
Tras perder la batalla de Carras en 54 a. C., un estimado de 10 000 prisioneros romanos fueron trasladados por los partos a Margiana para poblar la frontera. Unos 18 años más tarde, el jefe nómada xiongnu Zhizhi Chanyu estableció un Estado en el valle cercano de Talas, cerca de la actual Taraz. Partiendo de estos hechos, Dubs señala un relato chino escrito por Ban Gu sobre "cien hombres" bajo el mando de Zhizhi que pelearon en una así denominada "formación de escamas de pescado" para defender la fortaleza empalizada de madera de Zhizhi contra las fuerzas Han en la batalla de Zhizhi en el año 36 a. C. Dubs sostiene que esta podría haber sido la formación en testudo romana y que estos hombres, que fueron capturados por los chinos, fundaron la ciudad de Li Jien, en Gansu.
No obstante, la hipótesis de Dubs no ha encontrado aceptación entre los académicos modernos. No existe evidencia de que estos hombres fueran romanos y recientes pruebas genéticas de los habitantes masculinos de Li Jien tampoco apoyan esta hipótesis.
Una nueva hipótesis fue presentada por el Dr. Christopher Anthony Matthew de la Universidad Católica Australiana en su artículo Greek Hoplites in an Ancient Chinese Siege ("hoplitas griegos en un antiguo asedio chino") en 2011, en que sugiere que estos misteriosos guerreros no eran legionarios romanos empleando la formación de testudo, sino tal vez descendientes greco-macedonios del ejército de Alejandro Magno, que aún luchaban como hoplitas en formación de falange.